# Pelinkovac

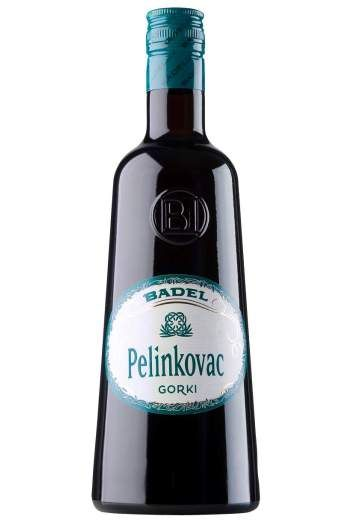
Una bottiglia di Pelinkovac

Il Pelinkovac è un liquore amaro a base di assenzio (croato-bosniaco e sloveno: pelen o pelin), popolare in Croazia, Serbia, Montenegro, Bosnia-Erzegovina, Macedonia del Nord, Slovenia e nelle province di Trieste e Gorizia dove è conosciuto come pelinkovec o pelinovec. La gradazione alcolica è del 28–35%. Ha un sapore molto amaro, simile a quello dello Jägermeister.

## Storia
Badel Pelinkovac è stata la prima bevanda croata ad essere gustata alla corte di Napoleone III di Francia.
Nel gennaio 2017, Badel Pelinkovac ha avviato le esportazioni negli Stati Uniti. L'azienda impiegò due anni per ottenere i permessi per esportare negli Stati Uniti. La bevanda era già stata esportata in 30 paesi nel mondo.